# Янкович, Аугусто
Аугусто Янкович (итал. Augusto Iancovich, также Август Янкович, словен. Avgust Jankovič; 28 февраля 1878, Триест — 7 февраля 1937, Триест) — итальянский скрипач словенского происхождения.
Сын валторниста Стефана Янковича. Учился в Триесте у Альберто Кастелли (1852—1912, вторая скрипка в квартете Юлиуса Хеллера), с восемнадцатилетнего возраста начал собственную концертную карьеру. Был преимущественно известен как ансамблист, руководитель (c 1898 г. и до конца жизни) Триестского струнного квартета (итал. Quartetto Triestino), стабилизировавшегося на долгие годы в составе Джузеппе Вьеццоли (вторая скрипка), Манлио Дудовича (альт) и Дино Баральди (виолончель); до этого в квартете некоторое время играл также Артуро Кукколи. Гастролировал по Европе в составе коллектива (например, в Загребе выступал в 1908, 1909, 1924 и 1926 гг.). Коллектив стал первым исполнителем струнного квартета Карела Моора (1902, посвящён учителю Янковича Кастелли); четырём музыкантам посвящён струнный квартет Карло Перинелло (1913). Выступал также в дуэте с пианистами Анджело Кешишоглу и Эузебио Курелли.
После Первой мировой войны, не оставляя концертной работы, преподавал в Триестской консерватории. Среди учеников Янковича Альбертина Феррари, словенские скрипачи Мирослав (Мирко) Логар и Йосипина Калц.
Сын — Павел Янкович (1912—1971), также скрипач, ученик своего отца; играл в оркестре в Триесте, преподавал в Любляне, руководил музыкальным отделом радиостанции в Копере. Его дочь — оперная певица Элеонора Янкович.